# Teroristički napad u Zadru 11. travnja 1991.
Teroristički napad u Zadru 11. travnja 1991. bio je napad u koji su izveli velikosrpski teroristi u gradu Zadru.

## Povijest
Diverziju su u početnoj fazi velikosrpske agresije, 11. travnja 1991. napravili srpski teroristi koji su postavili eksploziv na trafostanicu na Plovaniji. Odjeknula je strahovita eksplozija. Srećom nitko nije stradao. Strašna eksplozija odjeknula je gradom i izazvala paniku među građanima.
Tijela su se odmah dali u akciju potrage i hvatanja počinitelja. Policija i mjesna zajednica zajedno su krenuli u akciju. Počinitelje su brzo uhitili, u rokuk od pola sata. Uhićeni su na Boriku u kockarnici Tornado. Počinitelji su bili građani Zadra, Ozren Komazec i nekadašnji junior KK Zadra i igrač još nekih amaterskih momčadi, Davor Adam.
U istrazi se došlo do ovih spoznaja. Nalogodavac je vođa pobunjenih Srba Mile Martić. Rečeni je još prije izbivanja balvan-revolucije (velikosrpske pobune u zadarskom zaleđu) srpnja 1990. godine sudjelovao u naoružavanju "uglednih" Srba u Zadru. U igri je bio i Dimitrije Dopuđ, koji je na suđenju teroristima osuđen zbog kriomčarenja oružja iz Švicarske. Srpnja 1990. Ozren Komazec i Davor Adam su u Luganu u Švicarskoj kupili dva kalašnjikova na ime te 300 komada metaka kalibra 7,62 mm, ukupno za 1.300 švicarskih franaka. Preprodali su ih nešto poslije za 4.000 njemačkih maraka Drinku Gajici.
Tijekom istrage Komazec je izjavio da nikad nije pripadao nikakvoj terorističkoj skupini, niti da je bio na srpskim barikadama. Priznao je da je bio na Saboru Srba u mjestu Srb, kad je razgovarao i s Jovanom Raškovićem. Priznao je da mu je Davor Adam prijatelj i da je Adam bio onaj koji je dogovorio sastanak s predsjednikom Općine Benkovac Zdravkom Zečevićem. 10. travnja 1991., načelnik načelnik Benkovca Zdravko Zečević dogovorio je sastanak Komazeca i Adama s Milom Martićem u Policijskoj stanici Knin. Na sudu se Komazec branio da nije unaprijed znao kamo ga Adam vodi. Martić, ondašnji sekretar SUP-a,  je pitao Adama kakva je situacija u Zadru i ima li dovoljno oružja. U Martićevom uredu, razgovarali su oko 45 minuta. Martić je dvojac uputio da je potrebno izazivati eksplozije radi stvaranja uznemirenosti kod stanovništva. Dao im je konkretne upute što poduzeti radi stvaranja panike. Martić je rekao da treba izazivati eksplozije da bi se znalo da u Zadru ima Srba. Bilo je to dan pred napad. Nakon sastanka počinitelji su odmah automobilom zaputili se ka Zadru svatko svojoj kući. Dogovorili su se naći nakon nogometne utakmice poluzavršnice Kupa prvaka Crvena zvezda – Bayern. Posjetivši kafić pa pečenjarnicu na Boriku, pošli su ka Adamovoj kući. Davor Adam rekao je Ozrenu Komazecu da kod kuće posjeduje "neki čiket". Bio je to čiket t.zv. privrednog eksploziva, težine oko 10 dkg. Komazec ga je pričekao i Adam je donio čiket. Uslijedilo je dogovaranje za mjesto napada. Komazec se sjetio trafostanice na Putu Plovanije, pa je to predložio da kod nje postave eksploziv. Izabrali su metu, trafostanicu na Plovaniji. Prema Komazecovim riječima na njoj je bio grafit "Mi Ustaše, NDH klat ćemo četnike". Davor Adam je oko 00:02, prvih minuta 11. travnja, iz automobila, pored Trafostanice našao betonski blok, postavio taj čiket, zapalio ga i vratio se do automobila. Teroristički dvojac odmaknuo se stotinjak metara. Čiket je eksplodirao je u desetak sekundâ.
Komazec i Adam uhićeni su u roku od pola sata u kockarnici Tornado na Boriku. Ali peta kolona napravila je svoje. Na intervenciju inspektora srpske nacionalnosti pušten je Davor Adam. Izlika je bila da je Adam športaš (košarkaš). Terorist Adam to je iskoristio i pobjegao s košarkašima Zadra koji su putovali na utakmicu u München. Studenoga 1991. razmijenjen je Komazec. Bio je iz ugledne obitelji, otac je bio direktor Dalme, majka Hrvatica iz poznate zadarske partizanske obitelji Maras, ujak mu je držao gostionicu "Malo Misto" kod kina Pobjede. Danas Ozren Komazec živi u Novom Sadu gdje je vlasnik kafića "Dream Team".
Počiniteljima je suđeno. No, tad su sva četvorica bili nedostupni hrvatskom pravosuđu. Sudilo im se pred zadarskim Županijskim sudom, a predsjedao je Milan Petričić. Presuđeno im je 21. listopada 1994. godine. Ozren Komazec dobio je 5 godina zatvora, Davor Adam također, Dimitrije Dopuđ 3 godine, a benkovački načelnik Zdravko Zečević 6 godina zatvora. Uložili su utok (žalbu) Državnom odvjetništvu pa je presudom Vrhovnog suda RH Komazec i Adamu kazna preinačena na jedinstvenu kaznu od 7 godina, Zečeviću na 8 godina zatvora, a Dopuđ na 3 godine i 6 mjeseci. Mile Martić osuđen je na 12 godina zatvora.